# Campo di Marte (album)
Campo di Marte è un album dei Campo di Marte, pubblicato dalla United Artists Records nel 1973. Il disco fu registrato nel gennaio del 1973 agli Studi Milano Recording di Milano (Italia).

## Tracce
Brani composti da Enrico Rosa
Lato A
1. Primo tempo – 8:10
2. Secondo tempo – 3:20
3. Terzo tempo – 6:20
4. Quarto tempo – 3:15

Lato B
1. Quinto tempo – 5:58
2. Sesto tempo – 5:12
3. Settimo tempo – 8:28

## Musicisti
- Enrico Rosa - chitarra acustica, chitarra elettrica, mellotron, voce
- Alfredo Barducci - corno, flauto, pianoforte, organo, voce
- Paul Richard - basso, voce
- Mauro Sarti - batteria, flauto, voce
- C. Felice Marcovecchio - batteria, voce[1][4]